# Tokyo Dageki Dan
Tokyo Dageki Dan(Dageki “golpear con fuerza” y Dan “grupo”) es un grupo musical de procedencia japonesa especializado en el uso de tambores taiko. Fue fundado en 1995 por el percusionista Jin-ichi Hinamura, el grupo ha participado en diversos eventos internacionales como “Close-up of JAPAN" (1996) en Indonesia, la Ceremonia de Clausura del mundial de Francia, ceremonia de clausura de la OMC en Singapur, presentación de Hono-daiko en Mongolia, Festival de Cultura Japonesa en Rusia  (2003), el festival de San Marcos (2012) en México y el Festival Internacional Cervantino (2015).

## Instrumentos

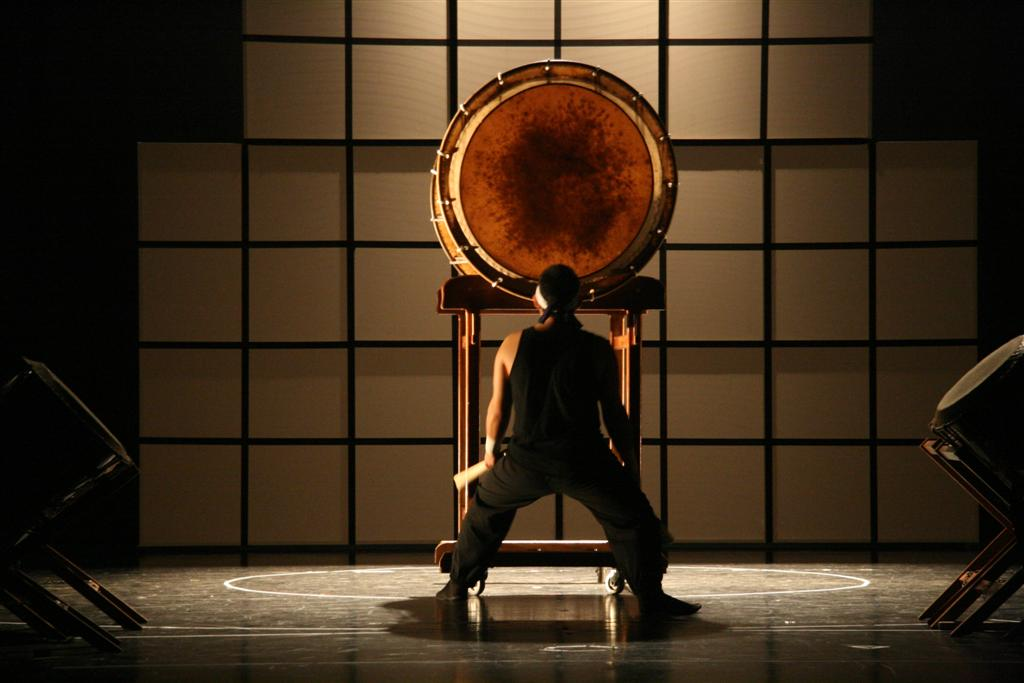
Tambor Odaiko de 2.4 m x 2.4 m

Tokyo Dageki Dan busca expresar la flexibilidad que tienen los tambores taiko para interpretar diferentes estilos y emociones en el escenario, piezas que muestran no solo la fuerza y energía del tambor si no también que nos conectan con una paz y serenidad a través del uso de percusiones suaves y flautas de bambú.
En sus presentaciones usan hasta seis tambores al mismo tiempo desde el grave e inabarcable odaiko hasta el alegre redoblante shime-daiko

## Miembros
- Murayama Jiro especialista en flauta de bambú
- Tomofumi Tagawa especialista en Taiko
- Kato Takuya especialista en Taiko
- Yokoyama Ryosuke especialista en Taiko
- Tsuyuki Kazuhiro especialista en Taiko
- Sato Akihiro especialista en Taiko
- Hasegawa Toru especialista en Taiko (miembro de apoyo)[5]